# Вовковинецький природний район
Вовковинецький природний район (Деражнянський геоморфологічний район) — геоморфологічний природний район, більша частина якого розташована у Деражнянському районі Хмельницької області України. 

## Рельєф
Горбистий район, що характеризується розчленуванням густою системою балок, невеликих долинок і зсувних форм рельєфу. На його території інтенсивні процеси площинної і зсувної ерозії. Належить до групи найвищих гіпсометричних районів Хмельниччини з переважанням висот 350—360 м над рівнем моря.

## Геологія
Поширення зсувних явищ зумовлено особливостями геологічної будови району, для якої характерна наявність складношаруватих пісків, глин та суглинків балтської світи, утвореної прадавньою річкою неогену, що брала свій початок у Карпатах і на Західному Поділлі, а тут мала свою широку дельту, яка наростала на південь вслід за відступаючими неогеновими (сарматськими, меотичними і понтичними) морями. Дельта простягається далеко за межі Хмельниччини у Вінницьку, Одеську, Миколаївську області, займаючи більшу частину межиріччя Дністра та Південного Бугу і частину межиріччя Бугу та Інгулу. 
Через район проходить невисока рифова гряда в напрямку міста Кам'янця-Подільського.

## Ґрунти
Лесовий покрив у цьому районі незначний і на ньому утворилися переважно сірі опідзолені ґрунти під дубово-грабовими лісами, які тут досить поширені. 